# Il poeta sdraiato
Il poeta sdraiato è un dipinto a olio su cartone (77x77,5 cm) realizzato nel 1915 dal pittore Marc Chagall.
È conservato nella galleria Tate Modern di Londra.